# Премия «Оскар» за выдающиеся заслуги в кинематографе
Почетная награда Киноакадемии за выдающиеся заслуги в кинематографе (англ. Academy Honorary Award), учреждённая в 1948 году на 21-й церемонии вручения наград Академии кинематографических искусств и наук (ранее называлась Специальной премией), назначается по усмотрению Совета управляющих Киноакадемии, чтобы отметить достижения в кинематографе, которые не подпадают под действие существующих премий. Часто лауреаты уже получали основную премию, среди них Мэри Пикфорд, Морис Шевалье, Лоренс Оливье, Алек Гиннесс, Джимми Стюарт, Софи Лорен, Сидни Пуатье и другие. В основном почётным лауреатам вручались обычные золотые статуэтки «Оскар». В отличие от Премии за особые достижения, учреждённой в 1972 году, Премия за выдающиеся заслуги присуждается не за конкретный год и не за определённый вклад в фильм. Этот приз был создан для вознаграждения за существенные достижения в области кинематографа, для которых нет своих категорий, а также как дань выдающимся заслугам в течение всей карьеры, вклад в киноиндустрию и услуги Академии.

## Список лауреатов

### 1929—1940
С 1929 по 1950 годы премия носила название «Специальная награда» (англ. Special Award).
| Церемония     | Лауреаты | формулировка |
| ------------- | --- | --- |
| 1-я (1929)    | Warner Bros. | За создание фильма «Певец джаза», выдающегося первенца звукового кино, который произвёл переворот в киноиндустрии. (статуэтка) |
| 1-я (1929)    | Чарльз Чаплин | За многогранную деятельность и гениальность, проявленную в процессе создания сценария, актёрского исполнения, режиссуры и производства фильма «Цирк». (статуэтка) |
| 2-я (1930-I)  | Награда не присуждалась | Награда не присуждалась |
| 3-я (1930-II) | Награда не присуждалась | Награда не присуждалась |
| 4-я (1931)    | Награда не присуждалась | Награда не присуждалась |
| 5-я (1932)    | Уолт Дисней | За создание Микки Мауса. (статуэтка) |
| 6-я (1934)    | Награда не присуждалась | Награда не присуждалась |
| 7-я (1935)    | Ширли Темпл | В знак благодарного признания её выдающегося успеха у кинозрителей в течение всего 1934 года. (миниатюрная статуэтка) |
| 8-я (1936)    | Дэвид Уорк Гриффит | За выдающиеся достижения как продюсера и режиссёра, а также за его бесценные инициативы и продолжающийся вклад в прогресс киноискусства. (статуэтка) |
| 9-я (1937)    | Киножурнал The March of Time | За огромную ценность для киноискусства, за переворот, который он произвёл в одной из важнейших отраслей киноиндустрии, кинохронике. (статуэтка) |
| 9-я (1937)    | У. Говард Грин и Гарольд Россон | За цветные киносъёмки в фильме «Сады Аллаха» (англ.) студии «Selznick International Production». (памятная табличка) |
| 10-я (1938)   | Мак Сеннет | Мастеру веселья, открывателю звезд, обаятельному, доброму и мудрому гению комедии, за продолжающийся вклад в создание техники кинокомедии, основные принципы которой так же важны сегодня, как и тогда, когда они были впервые им утверждены. (статуэтка) |
| 10-я (1938)   | Эдгар Берген | За его выдающееся комедийное творение — Чарли МакКарти. (деревянная статуэтка) |
| 10-я (1938)   | Кинохранилище Музея современного искусства | За кропотливую работу по созданию коллекции кинофильмов начиная с 1895 года и по сегодняшний день и за впервые предоставленные общественности средства для изучения истории и эстетики кинематографа. (почётный диплом) |
| 10-я (1938)   | У. Говард Грин | За цветные съемки в фильме «Звезда родилась». (памятная табличка) |
| 11-я (1939)   | Дина Дурбин и Микки Руни | За выдающийся вклад в дело воплощения на киноэкране духа и образа молодости. (миниатюрная статуэтка) |
| 11-я (1939)   | Гарри М. Уорнер (англ.) | В знак признания его патриотичной службы на ниве производства исторических короткометражных фильмов, воспроизводящих эпизоды раннего этапа борьбы американского народа за свободу. (почётный диплом) |
| 11-я (1939)   | Уолт Дисней | За фильм «Белоснежка и семь гномов», очаровавший миллионы зрителей и открывший новые просторы для развития анимационного кино. (статуэтка и семь миниатюрных статуэток) |
| 11-я (1939)   | Оливер Т. Марш и Аллен Дэйви | За цветные киносъемки для фильма студии MGM «Возлюбленные» (англ.). (памятные таблички) |
| 11-я (1939)   | Гордон Дженнингс, Ян Домела, Дев Дженнингс, Ирмин Робертс, Арт Смит, Фарсио Эдуар, Лойал Григгс, Лорен Райдер, Гарри Миллс, Луис Х. Мезенкоп и Уолтер Оберст | За выдающиеся достижения в процессе комбинированных съемок и создания звуковых эффектов для фильма студии Paramount Pictures «Порождение севера» (англ.). (за специальные эффекты — Гордон Дженнингс; ассистенты Ян Домела, Дев Дженнингс, Ирмин Робертс и Арт Смит; за транспарантные съёмки — Фарсио Эдуар; ассистент Лойал Григгс; за звуковые эффекты — Лорен Райдер; ассистенты Гарри Миллс, Луис Х. Мезенкоп и Уолтер Оберст). (памятные таблички) |
| 11-я (1939)   | Дж. Артур Болл | За выдающийся вклад в процесс внедрения цвета в кино. (свиток) |
| 12-я (1940)   | Дуглас Фэрбенкс | В знак признания уникального и исключительного вклада Дугласа Фэрбенкса, первого президента Академии, в развитие мирового кино (награждён посмертно). (статуэтка) |
| 12-я (1940)   | Фонд помощи кинематографу (Motion Picture Relief Fund) | В знак признания выдающихся заслуг Фонда и его руководства перед киноиндустрией. Награждаются: Джин Хершолт (президент), Ральф Морган (председатель исполнительного комитета), Ральф Блок (первый вице-президент) и Конрад Найджел. (памятные таблички) |
| 12-я (1940)   | Джуди Гарленд | Юной актрисе за её выдающиеся роли, исполненные в течение прошедшего сезона. (миниатюрная статуэтка) |
| 12-я (1940)   | Уильям Кэмерон Мензис | За выдающиеся достижения в использовании цвета для воплощения драматических настроений в фильме «Унесённые ветром». (памятная табличка) |
| 12-я (1940)   | Technicolor Company | За вклад в прогресс производства цветных игровых фильмов. (статуэтка) |

### 1941—1950
| Церемония   | Лауреаты                                                                                 | формулировка |
| ----------- | ---------------------------------------------------------------------------------------- | --- |
| 13-я (1941) | Боб Хоуп                                                                                 | В знак признания его бескорыстного служения на благо киноиндустрии. (особая серебряная памятная табличка) |
| 13-я (1941) | полковник Натан Левинсон                                                                 | За образцовую службу и исключительную помощь кинопромышленности и армии в течение последних девяти лет, человеку, много сделавшему для производства высококачественных военных учебных фильмов. (статуэтка) |
| 14-я (1942) | Рэй Скотт                                                                                | За выдающиеся достижения в создании фильма «Кукан» (англ.), хроники боевых действий в Китае, включая съёмки шестнадцатимиллиметровой камерой, связанные со многими трудностями и опасностями. (диплом) |
| 14-я (1942) | Британское Министерство информации (англ.)                                               | За яркий и драматический рассказ о героизме Королевских военно-воздушных сил (RAF) в документальном фильме «Мишень сегодняшнего вечера». (англ.) (диплом) |
| 14-я (1942) | Леопольд Стоковский и музыканты его оркестра                                             | За участие в создании фильма Уолта Диснея «Фантазия», представляющего собой новую форму музыкального зрелища. (диплом) |
| 14-я (1942) | Уолт Дисней, Уильям Гэрити, Джон Н. А. Хоукинс и RCA Manufacturing Company               | За исключительный вклад в развитие звукового кино посредством создания фильма «Фантазия». (дипломы) |
| 15-я (1943) | Шарль Буайе                                                                              | За его работу во Французском исследовательском центре в Лос-Анджелесе, ставшем благодаря ему ценнейшим источником информации для кинопромышленности Голливуда. (диплом) |
| 15-я (1943) | Ноэл Кауард                                                                              | За выдающиеся достижения в процессе создания фильма «В котором мы служим». (диплом) |
| 15-я (1943) | Metro-Goldwyn-Mayer                                                                      | За её достижения в пропаганде американского образа жизни в серии фильмов о Энди Харди (англ.). (диплом) |
| 16-я (1944) | Джордж Пал                                                                               | За развитие передовых методов и технологий создания короткометражных фильмов, известных как «Puppetoons». (памятная табличка, заменена на статуэтку 1967 году) |
| 17-я (1945) | Маргарет О’Брайен                                                                        | Выдающейся юной актрисе 1944 года. (миниатюрная статуэтка) |
| 17-я (1945) | Боб Хоуп                                                                                 | За многочисленные заслуги перед Академией. (звание пожизненного члена Академии кинематографических искусств и наук) |
| 18-я (1946) | Уолтер Вангер (англ.)                                                                    | За шесть лет службы в качестве президента Академии кинематографических искусств и наук. (специальная памятная табличка) |
| 18-я (1946) | Пегги Энн Гарнер                                                                         | Выдающейся юной актрисе 1945 года. (миниатюрная статуэтка) |
| 18-я (1946) | фильм «Дом, в котором я живу» (англ.)                                                    | Короткометражный фильм, заслуживающий награды. (продюсеры Фрэнк Росс и Мервин Лерой, режиссёр Мервин Лерой, сценарий Альберта Мальца, песня «The House I Live In» композитора Эрла Робинсона, на слова Льюиса Аллана, в главной роли Фрэнк Синатра, производство «RKO Radio»). (сертификат, позже заменён на статуэтку) |
| 18-я (1946) | Republic Studio, Дэниэл Дж. Блумберг (англ.) и Republic Studio Sound Department          | За создание великолепной музыкальной аудитории, обеспечивающей оптимальные условия для звукозаписи. (сертификат) |
| 19-я (1947) | Лоренс Оливье                                                                            | За выдающиеся достижения как актёра, продюсера и режиссёра, воплотившиеся в фильме «Генрих V». (статуэтка) |
| 19-я (1947) | Гарольд Рассел                                                                           | За те надежды и мужество, которые он вселил в своих товарищей-ветеранов — инвалидов Второй мировой войны, исполнив роль в картине «Лучшие годы нашей жизни». (статуэтка) |
| 19-я (1947) | Эрнст Любич                                                                              | За его выдающийся вклад в киноискусство. (свиток) |
| 19-я (1947) | Клод Джарман мл.                                                                         | Выдающемуся юному актёру 1946 года. (миниатюрная статуэтка) |
| 20-я (1948) | Джеймс Бескетт (англ.)                                                                   | За талантливое и сердечное воплощение образа Дядюшки Раймуса (англ.), замечательного сказочника и друга детей всего мира, в фильме студии Уолта Диснея — «Песня Юга». (статуэтка) |
| 20-я (1948) | фильм «Bill and Coo»                                                                     | Фильму, в котором артистизм и терпение служат выражению повествовательного и развлекательного начал киноискусства. (памятная табличка, заменена на статуэтку в 1976 году.) |
| 20-я (1948) | фильм «Шуша» ( Италия)                                                                   | За его высокие художественные достоинства, — фильму, созданному в стране, разрушенной войной, что доказывают всему миру, что творческий дух побеждает все несчастья. (статуэтка) |
| 20-я (1948) | полковник Уильям Н. Зелиг, Альберт Э. Смит, Томас Эрмат (англ.) и Джордж К. Спур (англ.) | Небольшой группе первопроходцев, которые прошли по тропе технического прогресса, от безвестности до всемирного признания. (статуэтки) |
| 21-я (1949) | фильм «Месье Венсан» ( Франция)                                                          | По решению совета управляющих Академии, как наиболее выдающемуся фильму на иностранном языке, демонстрировавшемуся в США в 1948 году. (статуэтка) |
| 21-я (1949) | Иван Яндл (чеш.)                                                                         | Юному актёру 1948 года, за выдающееся исполнение роли Карела Малика в фильме «Поиск». (миниатюрная статуэтка) |
| 21-я (1949) | Сид Грауман (англ.)                                                                      | Талантливому шоумену, который резко повысил качество презентации кинофильмов. (статуэтка) |
| 21-я (1949) | Адольф Цукор                                                                             | Человеку, которого прозвали «отцом игрового кино Америки» за его более чем сорокалетнее служение киноиндустрии. (статуэтка) |
| 21-я (1949) | Уолтер Вангер (англ.)                                                                    | За преданное служение киноискусству и за картину «Жанна д’Арк», несущую всему мировому сообществу высшие моральные ценности. (статуэтка) |
| 21-я (1949) | Джин Хершолт                                                                             | В знак признания его службы Академии, в течение четырёх лет на посту президента. (статуэтка с квадратным деревянным основанием) (была вручена 26 июня 1949 года) |
| 22-я (1950) | фильм «Похитители велосипедов» ( Италия)                                                 | По решению совета управляющих Академии, как наиболее выдающемуся фильму на иностранном языке, демонстрировавшемуся в США в 1949 году. (статуэтка) |
| 22-я (1950) | Бобби Дрисколл                                                                           | Выдающемуся юному актёру 1949 года. (миниатюрная статуэтка) |
| 22-я (1950) | Фред Астер                                                                               | За его уникальный артистизм и заслуги в развитии музыкального кино. (статуэтка) |
| 22-я (1950) | Сесиль Б. де Милль                                                                       | Виднейшему пионеру киноискусства, за 37 лет блестящей творческой кинокарьеры. (статуэтка) |
| 22-я (1950) | Джин Хершолт                                                                             | За выдающееся служение на благо кинопроизводства. (статуэтка) |

### 1951—1960
С 1951 года премия называется «Почётная награда» (англ. Honorary Award).
| Церемония   | Лауреаты                                     | формулировка |
| ----------- | -------------------------------------------- | --- |
| 23-я (1951) | фильм «У стен Малапаги» ( Франция / Италия ) | по решению совета управляющих Академии, как наиболее выдающемуся фильму на иностранном языке, демонстрировавшемуся в США в 1950 году. (статуэтка)                                |
| 23-я (1951) | Джордж Мерфи                                 | за вклад в увеличение масштабов кинопроизводства в стране в целом. (статуэтка)                                                                                                   |
| 23-я (1951) | Луис Б. Майер                                | за выдающееся служение на благо кинопроизводства. (статуэтка) |
| 24-я (1952) | фильм «Расёмон» ( Япония)                    | по решению совета управляющих Академии, как наиболее выдающемуся фильму на иностранном языке, демонстрировавшемуся в США в 1951 году. (статуэтка)                                |
| 24-я (1952) | Джин Келли                                   | в знак признания его универсального таланта актёра, певца, режиссёра и танцовщика и особенно за его блестящие достижения в искусстве кинохореографии. (статуэтка)                |
| 25-я (1953) | фильм «Запрещённые игры» ( Франция)          | лучшему фильму на иностранном языке, впервые показанному в США в 1952 году. (статуэтка)                                                                                          |
| 25-я (1953) | Джордж Альфред Митчелл                       | за изобретение и усовершенствование кинокамеры, которая носит его имя, и за его продолжающееся служение на ниве операторского искусства. (статуэтка)                             |
| 25-я (1953) | Джозеф М. Шенк                               | за долгую и безупречную службу в киноиндустрии. (статуэтка) |
| 25-я (1953) | Мериан К. Купер                              | за его многочисленные нововведения и вклад в искусство кино. (статуэтка) |
| 25-я (1953) | Гарольд Ллойд                                | великому мастеру комедии и образцовому гражданину. (статуэтка) |
| 25-я (1953) | Боб Хоуп                                     | за его комедийный дар, ценимый во всём мире, за службу на благо кинопроизводства и за преданность американским принципам. (статуэтка)                                            |
| 26-я (1954) | Пит Смит (англ.)                             | за его остроумный взгляд на американский театр, выраженный в серии короткометражных фильмов «Устремления Пита Смита». (статуэтка)                                                |
| 26-я (1954) | 20th Century-Fox Film Corporation            | в знак признания её заслуг в процессе внедрения передового технологического процесса «CinemaScope». (статуэтка)                                                                  |
| 26-я (1954) | Джозеф И. Брин (англ.)                       | за его добросовестное, внимательное и достойное руководство правовыми отношениями в кинопромышленности. (статуэтка)                                                              |
| 26-я (1954) | Bell and Howell Company (англ.)              | компании-первопроходцу, за выдающиеся открытия и достижения в развитии кинопроизводства. (статуэтка)                                                                             |
| 27-я (1955) | фильм «Врата ада» ( Япония)                  | лучшему фильму на иностранном языке, впервые показанному в США в 1954 году. |
| 27-я (1955) | Bausch & Lomb Optical Company                | за их вклад в развитие киноиндустрии. (статуэтка) |
| 27-я (1955) | Кемп Р. Нивер                                | за усовершенствование системы «Rennovare Process», служащей делу реставрационного процесса, что сделало возможным восстановление киноколлекции Библиотеки Конгресса. (статуэтка) |
| 27-я (1955) | Грета Гарбо                                  | за незабываемые образы, созданные ею на киноэкране. (статуэтка) |
| 27-я (1955) | Дэнни Кей                                    | за его неподражаемый талант, службу Академии, киноиндустрии и американскому народу. (статуэтка)                                                                                  |
| 27-я (1955) | Джон Уайтели (англ.)                         | юному актёру за отличное исполнение роли в фильме «Маленькие похитители» (англ.). (миниатюрная статуэтка)                                                                        |
| 27-я (1955) | Винсент Винтер (англ.)                       | юному актёру за отличное исполнение роли в фильме «Маленькие похитители». (миниатюрная статуэтка)                                                                                |
| 28-я (1956) | фильм «Самурай: Путь воина» ( Япония)        | лучшему фильму на иностранном языке, впервые показанному в США в 1955 году. (статуэтка)                                                                                          |
| 29-я (1957) | Эдди Кантор                                  | за отличную службу на благо киноиндустрии. (статуэтка) |
| 30-я (1958) | Чарльз Брэкетт (англ.)                       | за выдающиеся заслуги перед Академией. (статуэтка) |
| 30-я (1958) | Б. Б. Кахейн (англ.)                         | за выдающиеся заслуги в киноиндустрии. (статуэтка) |
| 30-я (1958) | Гилберт М. «Брончо Билли» Андерсон           | пионеру кинематографа, внёсшему значительный вклад в развитие киноискусства как зрелища. (статуэтка)                                                                             |
| 30-я (1958) | SMPTE                                        | за их вклад в развитие киноиндустрии. (статуэтка) |
| 31-я (1959) | Морис Шевалье                                | за более чем полувековую деятельность в сфере развлекательного кино. (статуэтка)                                                                                                 |
| 32-я (1960) | Ли де Форест                                 | выдающемуся изобретателю и пионеру звукового кино. (статуэтка) |
| 32-я (1960) | Бастер Китон                                 | за уникальный талант, который обеспечил бессмертие немой кинокомедии. (статуэтка)                                                                                                |

### 1961—1970
| Церемония   | Лауреаты                   | формулировка |
| ----------- | -------------------------- | --- |
| 33-я (1961) | Гэри Купер                 | За великое множество незабываемых кинообразов и международное признание, которое он им обеспечил. (статуэтка)                                                                                                   |
| 33-я (1961) | Стэн Лорел                 | За его творческие открытия в жанре кинокомедии. (статуэтка) |
| 33-я (1961) | Хэйли Миллс                | За роль в фильме «Поллианна» (англ.), лучшее исполнение детской роли в 1960 году. (миниатюрная статуэтка) |
| 34-я (1962) | Уильям Л. Хендрикс (англ.) | За его патриотическую деятельность, а также участие в создании сценария и производстве фильма студии Военно-морских сил «Отряд в боевой готовности», который сделал честь Академии и киноиндустрии. (статуэтка) |
| 34-я (1962) | Фред Л. Метцлер            | За его преданность делу и выдающиеся заслуги перед Академией кинематографических искусств и наук. (статуэтка)                                                                                                   |
| 34-я (1962) | Джером Роббинс             | За яркие достижения в искусстве кинохореографии. (статуэтка) |
| 35-я (1963) | Награда не присуждалась    | Награда не присуждалась |
| 36-я (1964) | Награда не присуждалась    | Награда не присуждалась |
| 37-я (1965) | Уильям Таттл (англ.)       | За выдающиеся достижения в искусстве грима, продемонстрированные в фильме «Семь лиц доктора Лао» (англ.). (статуэтка)                                                                                           |
| 38-я (1966) | Боб Хоуп                   | За уникальные и выдающиеся заслуги перед киноиндустрией и Академией. (золотая медаль) |
| 39-я (1967) | Янг Фрэнк Фриман (англ.)   | За необычные и выдающиеся заслуги перед Академией в течение 30 лет работы в Голливуде. (статуэтка) |
| 39-я (1967) | Якима Канутт               | Выдающемуся каскадёру, за достижения и за разработку безопасной техники и технологии кинотрюков для своих коллег во всём мире. (статуэтка)                                                                      |
| 40-я (1968) | Артур Фрид (англ.)         | За заслуги перед Академией и создание шести топ-рейтинговых телешоу о церемониях награждения. (статуэтка) |
| 41-я (1969) | Джон Чемберс (англ.)       | за выдающиеся достижения в искусстве грима, продемонстрированные в фильме «Планета обезьян». (статуэтка) |
| 41-я (1969) | Онна Уайт (англ.)          | за выдающиеся достижения в хореографии в процессе создания фильма «Оливер!». (статуэтка) |
| 42-я (1970) | Кэри Грант                 | За его уникальное актёрское мастерство, с уважением и признательностью от коллег. (статуэтка) |

### 1971—1980
С 1967 года лауреаты почётного «Оскара» награждаются только статуэтками.
| Церемония   | Лауреаты                                | формулировка |
| ----------- | --------------------------------------- | --- |
| 43-я (1971) | Лиллиан Гиш                             | за высочайший артистизм и выдающийся вклад в развитие кинематографа. |
| 43-я (1971) | Орсон Уэллс                             | за высочайший артистизм и универсальный талант. |
| 44-я (1972) | Чарльз Чаплин                           | за бесценный вклад в то, что в этом веке кинематограф стал искусством |
| 45-я (1973) | Чарльз С. Борен (англ.)                 | человеку, который в течение 38 лет регулировал трудовые отношения в киноиндустрии и проводил политику взаимоуважения. С уважением и любовью всех, кто работает в кино.                             |
| 45-я (1973) | Эдвард Г. Робинсон                      | сознательному гражданину, достигшему величия как актёр и ставшему покровителем искусств, что превращает его в человека Ренессанса. От друзей по искусству, которое он любил. (награждён посмертно) |
| 46-я (1974) | Анри Ланглуа                            | за преданность киноискусству, огромный вклад в дело сохранения прошлого кино и непоколебимую веру в его будущее.                                                                                   |
| 46-я (1974) | Граучо Маркс                            | в знак признания его ослепительного таланта и за несравненные достижения братьев Маркс в искусстве кинокомедии.                                                                                    |
| 47-я (1975) | Говард Хоукс                            | великому американскому кинематографисту, чьи достижения позволили ему завоевать почётное место в мировом кино.                                                                                     |
| 47-я (1975) | Жан Ренуар                              | гению, с завидной преданностью работавшему в немом, звуковом, игровом, документальном и телевизионном кино, завоевав всемирное восхищение.                                                         |
| 48-я (1976) | Мэри Пикфорд                            | в знак признания её исключительного вклада в киноиндустрию и в развитие киноискусства. |
| 49-я (1977) | Награда не присуждалась                 | Награда не присуждалась |
| 50-я (1978) | Маргарет Бут                            | за исключительный вклад в искусство киномонтажа в масштабах всемирной киноиндустрии. |
| 51-я (1979) | Уолтер Ланц                             | за привнесение своими уникальными анимационными картинами радости и смеха в каждый уголок мира. |
| 51-я (1979) | Отдел кино Музея современного искусства | за многостороннюю деятельность, результатом которой стало общественное признание кинематографа как вида искусства.                                                                                 |
| 51-я (1979) | Лоренс Оливье                           | за его труд и уникальные достижения на протяжении всего творческого пути. |
| 51-я (1979) | Кинг Видор                              | творцу и новатору, за его несравненные достижения. |
| 52-я (1980) | Алек Гиннесс                            | за создание на экране множества блистательных образов, что привело к повышению общего уровня актёрского мастерства.                                                                                |
| 52-я (1980) | Хэл Елиас (англ.)                       | за самоотверженную работу в течение 25 лет в качестве члена Большого жюри Киноакадемии. |

### 1981—1990
| Церемония   | Лауреаты                                    | формулировка |
| ----------- | ------------------------------------------- | --- |
| 53-я (1981) | Генри Фонда                                 | непревзойдённому актёру, в знак признания его блестящих достижений и прочный вклад в киноискусство.                                                                                          |
| 54-я (1982) | Барбара Стэнвик                             | за её превосходное творчество и уникальный вклад в искусство актёрской игры. |
| 55-я (1983) | Микки Руни                                  | выдающемуся актёру, который вот уже 60 лет создаёт неподражаемые образы в незабываемых кинофильмах.                                                                                          |
| 56-я (1984) | Хэл Роуч                                    | в знак признания его беспрецедентного вклада в развитие кинематографического искусства. |
| 57-я (1985) | Джеймс Стюарт                               | за незабываемые кинообразы, которые он создавал в течение 50 лет, утверждая высокие идеалы на экране и в жизни. С уважением и любовью от коллег.                                             |
| 57-я (1985) | Национальный фонд искусств                  | в знак признания его 20-летия и его самоотверженной приверженности развитию художественной активности и совершенства во всех областях искусства                                              |
| 58-я (1986) | Пол Ньюман                                  | в знак благодарности за его многочисленные и незабываемые образы, а также за личное бескорыстие и преданность искусству.                                                                     |
| 58-я (1986) | Алекс Норт                                  | в знак признания его выдающихся заслуг в создании музыки для множества прекрасных фильмов.                                                                                                   |
| 59-я (1987) | Ральф Беллами                               | за его уникальный артистизм и отличную работу в актёрской профессии. |
| 60-я (1988) | Награда не присуждалась                     | Награда не присуждалась |
| 61-я (1989) | Национальный совет по кинематографии Канады | в знак признания его 50-летия и его самоотверженной приверженности зарождению художественной, созидательной и технологической деятельности и совершенству во всех областях кинопроизводства. |
| 61-я (1989) | Eastman Kodak Company                       | в знак признания фундаментального вклада компании в развитие киноискусства и кинотехники в течение всего первого века истории кино.                                                          |
| 62-я (1990) | Акира Куросава                              | за кинематографические достижения, которые вдохновляли, восхищали, обогащали и развлекали мировую аудиторию и оказали влияние на кинематографистов по всему миру.                            |

### 1991—2000
| Церемония   | Лауреаты               | формулировка |
| ----------- | ---------------------- | --- |
| 63-я (1991) | Софи Лорен             | одной из истинных сокровищ мирового кино, за карьеру, богатую незабываемыми ролями, добавляющими постоянный блеск кинематографу.                                                              |
| 63-я (1991) | Мирна Лой              | в знак признания ее выдающихся качеств как на экране, так и за его пределами, с признательностью за незабываемые выступления на протяжении всей жизни                                         |
| 64-я (1992) | Сатьяджит Рай          | в знак признания его редкого мастерства в искусстве кинематографа и его глубокого гуманитарного мировоззрения, оказавшего неизгладимое влияние на кинематографистов и зрителей по всему миру. |
| 65-я (1993) | Федерико Феллини       | в знак признания его места в качестве одного из главных рассказчиков экрана. |
| 66-я (1994) | Дебора Керр            | в знак признательности за изысканные и красивые роли. |
| 67-я (1995) | Микеланджело Антониони | в знак признания его места в качестве одного из ведущих визуальных стилистов кинематографа.                                                                                                   |
| 68-я (1996) | Кирк Дуглас            | за 50 лет творческих и моральных усилий в кинематографическом сообществе. |
| 68-я (1996) | Чак Джонс              | за создание классических мультфильмов и их персонажей, чьи нарисованные жизни доставляли столько радости в течение более чем полувека.                                                        |
| 69-я (1997) | Майкл Кидд             | в знак признания его заслуг в искусстве танца в рамках киноискусства. |
| 70-я (1998) | Стэнли Донен           | в знак признания объёма его работ, отмеченных изяществом, элегантностью, остроумием и визуальным новаторством.                                                                                |
| 71-я (1999) | Элиа Казан             | в знак признания его продолжительной выдающейся профессиональной карьеры, в течение которой он оказал огромное влияние на саму природу кинорежиссуры через множество своих шедевров.          |
| 72-я (2000) | Анджей Вайда           | в знак признания пяти десятилетий его экстраординарной кинорежиссуры. |

### 2001—2008
| Церемония   | Лауреаты                | формулировка |
| ----------- | ----------------------- | --- |
| 73-я (2001) | Джек Кардифф            | мастеру света и цвета. |
| 73-я (2001) | Эрнест Леман            | в знак признания и восхищения его творчеством.                                                                                    |
| 74-я (2002) | Сидни Пуатье            | в знак признания его выдающихся достижений как артиста и как человека.                                                            |
| 74-я (2002) | Роберт Редфорд          | актёру, режиссёру, продюсеру и основателю «Сандэнса», вдохновителю независимых кинематографистов-новаторов во всём мире.          |
| 75-я (2003) | Питер О’Тул             | человеку, чьи яркие таланты позволили истории кино обрести одну из самых выдающихся фигур.                                        |
| 76-я (2004) | Блейк Эдвардс           | в знак признания его авторства, режиссуры и продюсирования выдающегося объема работ для экрана                                    |
| 77-я (2005) | Сидни Люмет             | в знак признания его блестящих заслуг перед сценаристами, исполнителями и искусством кинематографа                                |
| 78-я (2006) | Роберт Олтмен           | в знак признания карьеры, которая неоднократно изобретала новый вид искусства и вдохновляла как кинематографистов, так и зрителей |
| 79-я (2007) | Эннио Морриконе         | за выдающийся и многогранный вклад в искусство экранной музыки.                                                                   |
| 80-я (2008) | Роберт Ф. Бойл (англ.)  | в знак признания одной из величайших карьер кинематографиста в области художественного направления                                |
| 81-я (2009) | Награда не присуждалась | Награда не присуждалась |

С ноября 2009 года Почётный «Оскар» вручается вместе с другими специальными наградами на отдельной церемонии Governors Awards, которая проводится за три-четыре месяца до основной церемонии вручения «Оскаров».

### 2009—2019
| Церемония       | Лауреаты                   | формулировка |
| --------------- | -------------------------- | --- |
| 2009 14 ноября  | Лорен Бэколл               | в знак признания её центрального места в фильмах «Золотого века кинематографа».                                                                       |
| 2009 14 ноября  | Роджер Корман              | за его богатое творчество в области фильмов и режиссеров.                                                                                             |
| 2009 14 ноября  | Гордон Уиллис              | за непревзойдённое мастерство кинооператора в создании света, тени, цвета и движения.                                                                 |
| 2010 13 ноября  | Кевин Браунлоу (англ.)     | за мудрую и преданную хронику кинематографического парада.                                                                                            |
| 2010 13 ноября  | Жан-Люк Годар              | за страсть. за конфронтацию. за новый вид кино. |
| 2010 13 ноября  | Илай Уоллак                | за неизгладимых экранных персонажей, достойных целой жизни.                                                                                           |
| 2011 12 ноября  | Джеймс Эрл Джонс           | за его наследие неизменного совершенства и необычайной универсальности                                                                                |
| 2011 12 ноября  | Дик Смит (англ.)           | за его непревзойденное мастерство владения текстурой, оттенком, формой и иллюзией                                                                     |
| 2012 1 декабря  | Хэл Нидэм (англ.)          | Пионер в совершенствовании каскадерских технологий и процедур безопасности...                                                                         |
| 2012 1 декабря  | Д. А. Пеннебейкер (англ.)  | [H] ас вдохновил поколения кинематографистов своим стилем "ты здесь". Он считается одним из основателей движения cinéma vérité...                     |
| 2012 1 декабря  | Джордж Стивенс мл. (англ.) | Неутомимый поборник искусства в Америке, и особенно самого американского из искусств: голливудского кино                                              |
| 2013 16 ноября  | Анджела Лэнсбери           | иконе кинематографа, воплотившей образы множества незабываемых персонажей, вдохновляющих поколения актёров.                                           |
| 2013 16 ноября  | Стив Мартин                | в знак признания его экстраординарных талантов и уникального вдохновения, которое он привнес в искусство кинематографа                                |
| 2013 16 ноября  | Пьеро Този                 | визионер, чьи несравненные костюмы сформировали вневременное, живое искусство в кинофильмах.                                                          |
| 2014 8 ноября   | Жан-Клод Каррьер           | за создание изящных сценариев, поднимающих искусство кинодраматургии до уровня литературных произведений.                                             |
| 2014 8 ноября   | Хаяо Миядзаки              | мастеру, чей анимационный артистизм вдохновил кинематографистов и зрителей по всему миру.                                                             |
| 2014 8 ноября   | Морин О’Хара               | одной из самых ярких звёзд Голливуда, чьи роли пылали страстью, теплом и энергией.                                                                    |
| 2015 14 ноября  | Спайк Ли                   | поборник независимого кино и источник вдохновения для молодых кинематографистов                                                                       |
| 2015 14 ноября  | Джина Роулендс             | оригинальный талант, чья преданность своему делу принесла ей всемирное признание как иконе независимого кино                                          |
| 2016 12 ноября  | Джеки Чан                  | международной кинозвезде, очаровавшей миллионы зрителей своим остроумием, безграничной энергией и непревзойдённым атлетическим мастерством.           |
| 2016 12 ноября  | Энн В. Коутс (англ.)       | за более чем 60 лет работы киноредактором она работала бок о бок со многими ведущими режиссерами над впечатляющим набором фильмов                     |
| 2016 12 ноября  | Линн Сталмастер (англ.)    | истинному пионеру, чья проницательность и вдохновенное творчество преобразовали искусство кино-кастинга.                                              |
| 2016 12 ноября  | Фредерик Вайсман           | Вайсман снимал по одному фильму почти каждый год с 1967 года, освещая жизнь в контексте социальных, культурных и государственных институтов           |
| 2017 11 ноября  | Чарльз Бёрнетт             | решительно независимый и влиятельный пионер кинематографа , который красноречиво и проницательно описал жизнь чернокожих американцев                  |
| 2017 11 ноября  | Оуэн Ройзман               | его экспансивный визуальный стиль и технические инновации продвинули вперед искусство кинематографии                                                  |
| 2017 11 ноября  | Дональд Сазерленд          | за целую жизнь с неизгладимыми персонажами, переданными с непоколебимой правдивостью                                                                  |
| 2017 11 ноября  | Аньес Варда                | ее сострадание и любопытство создают неповторимо личный кинематограф                                                                                  |
| 2018 18 ноября  | Марвин Леви                | за образцовую карьеру в сфере рекламы, благодаря которой фильмы завоевали умы, сердца и души зрителей по всему миру                                   |
| 2018 18 ноября  | Лало Шифрин                | в знак признания его уникального музыкального стиля, композиционной целостности и влиятельного вклада в искусство озвучивания фильмов                 |
| 2018 18 ноября  | Сисели Тайсон              | чьи незабываемые выступления и личная честность вдохновили поколения кинематографистов, актеров и зрителей                                            |
| 2019 27 октября | Дэвид Линч                 | за бесстрашие, нарушающее границы в стремлении к своему уникальному кинематографическому видению                                                      |
| 2019 27 октября | Уэс Стьюди                 | в знак признания силы и мастерства, которые он привносит в свои незабываемые образы в кино, и за его неизменную поддержку общины коренных американцев |
| 2019 27 октября | Лина Вертмюллер            | за ее провокационное нарушение политических и социальных норм, проявленное с отвагой с помощью любимого оружия - объектива фотокамеры.                |

### 2020—2029
| 2020 | Награда не присуждалась | Награда не присуждалась | Награда не присуждалась | Награда не присуждалась |
| 2021 | Сэмюэл Л. Джексон       | культурная икона, чья динамичная работа нашла отклик у представителей разных жанров, поколений и аудиторий по всему миру.                                       |                         |                         |
| 2021 | Элейн Мэй               | за её смелый, бескомпромиссный подход к кинопроизводству как сценаристки, режиссёра и актрисы.                                                                  |                         |                         |
| 2021 | Лив Ульман              | её храбрость и эмоциональная прозрачность подарили зрителям очень впечатляющие роли на экране.                                                                  |                         |                         |
| 2022 | Эзан Пальси             | мастерский режиссёр, которая открыла дорогу темнокожим женщинам-режиссёрам и вдохновила рассказчиков всех мастей по всему миру.                                 |                         |                         |
| 2022 | Питер Уир               | бесстрашный и непревзойденный режиссёр, который осветил человеческий опыт своими уникальными и обширными работами.                                              |                         |                         |
| 2022 | Дайан Уоррен            | за её гениальность, щедрость и страстную приверженность силе песни в кино.                                                                                      |                         |                         |
| 2023 | Анджела Бассетт         | на протяжении всей своей многолетней карьеры Анджела Бассетт продолжала демонстрировать выдающиеся роли, устанавливающие новые стандарты актёрского мастерства. |                         |                         |
| 2023 | Мел Брукс               | Мел Брукс зажигает наши сердца своим юмором, и его наследие оказало неизгладимое влияние на все аспекты индустрии развлечений.                                  |                         |                         |
| 2023 | Кэрол Литтлтон          | карьера Литтлтон в области монтажа фильмов служит образцом для тех, кто придёт после неё.                                                                       |                         |                         |
| 2024 | Джульет Тейлор          | Награждена за то, что "сняла культовые и любимые фильмы и проложила новый путь в этой области".                                                                 |                         |                         |
| 2024 | Куинси Джонс            | Награжден посмертно Его художественный гений и неустанное творчество сделали его одной из самых влиятельных музыкальных фигур всех времен                       |                         |                         |